# Вашку Соуза
Ва́шку Жозе́ Кардо́зу Со́уза (порт. Vasco José Cardoso Sousa; нар. 3 квітня 2003, Пенафієл) — португальський футболіст, півзахисник клубу «Порту».

## Клубна кар'єра
Виступав за молодіжну команду «Кріштелу», а 2011 року перейшов до системи клубу «Пасуш-де-Феррейра». 2014 року приєднався до структури клубу «Віторія» (Гімарайнш), а з липня 2019 року займався в академії «Порту». Наприкінці сезону 2020–21 переведений до резервної команди клубу.
7 серпня 2021 року дебютував у професіональному футболі в складі «Порту Б» в матчі Сегунда-ліги проти «Трофенсе», замінивши Бернарду Фолью. В цьому поєдинку також відзначився і забитим голом. 10 серпня того ж року підписав новий контракт з «Порту», що розрахований до 2025 року.
5 лютого 2023 року дебютував в основному складі «Порту» в матчі Прімейра-ліги проти «Візели», вийшовши на заміну Марко Груїчу. Сезон 2023–24 провів в другій команді, зігравши 30 поєдинків, в яких забив три м'чі.
25 липня 2024 року продовжив контракт з «Порту» до 2027 року. 3 серпня став володарем Суперкубку Португалії, в якому «Порту» переміг лісабонський «Спортінг». 12 грудня 2024 року в поєдинку Ліги Європи УЄФА проти данського «Мідтьюлланна» дебютував у єврокубках.
В червні 2025 року виступав на Клубному чемпіонаті світу в США. На турнірі був запасним, а його команда не вийшла з групи, посівши 3-тє місце.

## Кар'єра в збірній
Виступав за збірні Португалії до 15, до 16, до 17, до 19 і до 21 року. Влітку 2023 року потрапив в заявку збірної до 21 року на молодіжний чемпіонат Європи, що проходив в Румунії та Грузії. На турнірі на поле не виходив, а португальці дійшли до чвертьфіналу, де поступились англійцям.

## Статистика виступів
Станом на 16 лютого 2025
| Клуб              | Сезон             | Чемпіонат         | Чемпіонат | Чемпіонат | Кубок | Кубок | Кубок ліги | Кубок ліги | Єврокубки | Єврокубки | Інші  | Інші | Всього | Всього |
| Клуб              | Сезон             | Дивізіон          | Матчі     | Голи      | Матчі | Голи  | Матчі      | Голи       | Матчі     | Голи      | Матчі | Голи | Матчі  | Голи   |
| ----------------- | ----------------- | ----------------- | --------- | --------- | ----- | ----- | ---------- | ---------- | --------- | --------- | ----- | ---- | ------ | ------ |
| Порту Б           | 2021–22           | Сегунда-ліга      | 27        | 1         | —     | —     | —          | —          | —         | —         | —     | —    | 27     | 1      |
| Порту Б           | 2022–23           | Сегунда-ліга      | 30        | 1         | —     | —     | —          | —          | —         | —         | —     | —    | 30     | 1      |
| Порту Б           | 2023–24           | Сегунда-ліга      | 30        | 3         | —     | —     | —          | —          | —         | —         | —     | —    | 30     | 3      |
| Порту Б           | Всього            | Всього            | 87        | 5         | —     | —     | —          | —          | —         | —         | —     | —    | 87     | 5      |
| Порту             | 2022–23           | Прімейра-ліга     | 1         | 0         | 0     | 0     | 0          | 0          | 0         | 0         | 0     | 0    | 1      | 0      |
| Порту             | 2023–24           | Прімейра-ліга     | 0         | 0         | 0     | 0     | 0          | 0          | 0         | 0         | 0     | 0    | 0      | 0      |
| Порту             | 2024–25           | Прімейра-ліга     | 12        | 0         | 0     | 0     | 0          | 0          | 2         | 0         | 1     | 0    | 15     | 0      |
| Порту             | Всього            | Всього            | 13        | 0         | 0     | 0     | 0          | 0          | 2         | 0         | 1     | 0    | 16     | 0      |
| Всього за кар'єру | Всього за кар'єру | Всього за кар'єру | 100       | 5         | 0     | 0     | 0          | 0          | 2         | 0         | 1     | 0    | 103    | 5      |

1. ↑  Матчі в Лізі Європи УЄФА
2. ↑  Матчі в Суперкубку Португалії

## Досягнення
- Володар Суперкубка Португалії: 2024[15]